# Veronica Bertolini
Veronica Bertolini (Sondrio, 19 de octubre de 1995) es una ex gimnasta rítmica italiana individualista de la Nacional de gimnasia rítmica de Italia. Ha ganado el título nacional a los Absolutos 2013, 2014, 2015, 2016 y 2017.

## Carrera deportiva
Habitante de Valtelina, en el municipio de Talamona, empieza a practicar gimnasia rítmica a la edad de 8 años en la sociedad Akros Morbegno, y en el 2008 se traslada a Desio, uniéndose a la sociedad desiana San Giorgio '79. En el 2010 y 2011 ganó el campeonato nacional de categoría. Desde el 2008 con el equipo de su sociedad participa al campeonato nacional de serie A1, y en el 2014 la San Giorgio '79 vuelve campeón de Italia.
En el 2010 entra a formar parte de la Nacional italiana juvenil. Participa a los Campeonatos europeos de gimnasia rítmica en Bremen. El mismo año ha formado parte también de la Nacional ocupada en la primera edición de los Juegos olímpicos juveniles.
Su carrera internacional sénior en cambio ha empezado en el 2011. Participa a varias etapas de la Copa Mundial, como las de Kiev, Pesaro, San Petersburgo, Sofía y del Gran Premio como lo de Thiais.
En el 2013 participa a los Europeos de Viena 2013, clasificándose 21.ª, y a los siguientes XXXII Campeonatos del Mundo de Kiev, alcanzando la 28.ª posición. Mejora netamente su posición a los XXXIII Campeonatos mundiales de gimnasia rítmica 2014 en Esmirna, centrando la final a 24, clasificándose 22.ª.
En el 2014 participa, con la compañera de la nacional Alessia Russo, a la pratica de un mes en el centro técnico nacional de Novogorsk, en Rusia.
En el 2015 se clasifica 15.º en el Gran Premio de Moscú, y 19.º en la Copa Mundial de Lisboa. En la Copa Mundial de Pesaro conquista en cambio la 26.ª posición. Participa a los Campeonatos europeos de gimnasia rítmica 2015 en Minsk, donde alcanza la 19.ª posición. Otro importante encuentro ha sido la XXVIII Universiade en Gwangju, Corea del Sur, donde conquista un prestigioso 10.º puesto en la clasificación. 15.º y 28.º son en cambio las posiciones alcanzadas respectivamente en la Copa Mundial de Bucarest y en aquella de Kazan'. Toma parte a los Campeonatos mundiales de gimnasia rítmica 2015 en Stuttgard, Alemania, clasificándose 21.º lugar. Con las compañeras de equipo Arianna Malavasi y Francesca Majer, participa al Aeon Cup, en Tokio, competición reservada a las mejores sociedades del mundo.
El 21 de abril de 2016 se clasifica al cuarto sitio en el "all around" del Test Event de Río de Janeiro conquistando así la calificación individual para la XXXI Olimpiada programado en la ciudad carioca en agosto.
El 27 de enero de 2018 Veronica Bertolini anuncia su retiro de la actividad agonistica.